# 平球 (羽球)
平球是羽毛球比賽中的一種常見擊球技術，通常用於快速進攻，以達到壓迫對手回擊的效果。這項技術的實施涉及到特定的擊球動作和戰術安排。

## 技術描述
平球是一種以較平的弧線和較高的速度將羽毛球傳遞到對方場地的技術。執行平球的關鍵在於通過揮拍的方式，使羽毛球保持低而直線的飛行軌跡，以增加擊中目標的準確性。
通常，平球的擊球點位於羽毛球底邊，以確保球在飛行中能夠更快地通過網，並在對方場地上產生較小的弧線。

## 擊球要點[4]
- 站位：站在場地中央的合適位置，以便迅速響應來球。
- 揮拍動作：揮拍時，注意使用較為平直的拍面，以確保羽毛球保持低而直線的飛行軌跡。
- 擊球時機：選擇合適的時機擊球，通常是在羽毛球從對方一側傳來時。
- 擊球力度：用適度的力量進行擊球，以確保羽毛球不會過度飛出或掉落在本方場地內。[5]

## 戰術應用
- 壓迫對手：平球常用於對手底線，通過連續的平球來迫使對手退到場地深處，限制其活動空間。
- 配合其他技術：平球可以與其他技術如拉吊、挑打等相結合，形成變化多樣的攻守組合。

## 注意事項
- 技術練習：為了熟練掌握平球技術，球員需要進行反覆的技術練習，以提高準確性和力度。
- 戰術靈活性：在比賽中，根據對手的情況調整平球的使用頻率和力度，保持戰術的靈活性。